# Hủ tiếu

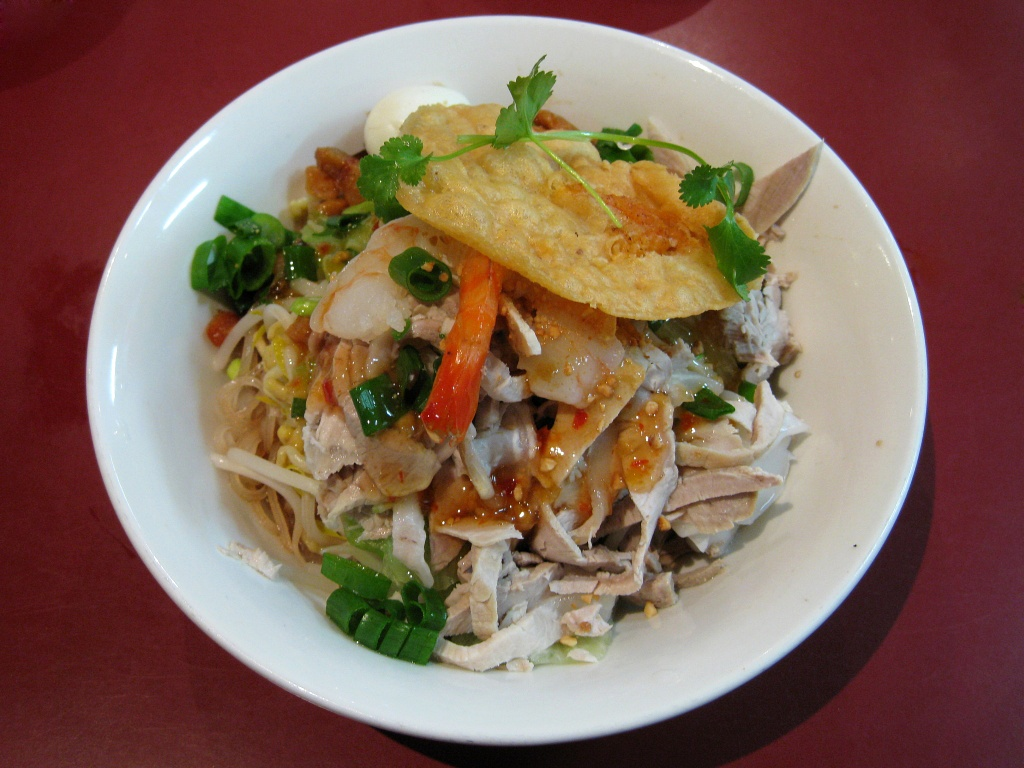
Hủ tiếu khô

Hủ tiếu (bắt nguồn từ tiếng Triều Châu “粿條” guê2diou5, âm Hán Việt: quả điều), còn được viết là hủ tíu (trong phương ngữ tiếng Việt miền Nam tiếu đồng âm với tíu), là món ăn dùng chế phẩm gạo dạng sợi của người Triều Châu và người Mân Nam, có nhiều điểm tương tự như sa hà phấn của người Quảng Đông và bản điều của người Khách Gia, được truyền nhập tới nhiều vùng ở trong và ngoài nước Trung Quốc, trở thành món ăn thường gặp ở vùng Hoa Nam Trung Quốc và khu vực Đông Nam Á như ở miền Nam Việt Nam, Campuchia, Lào, Thái Lan, Singapore, v.v.
Hủ tiếu phát triển rất mạnh ở miền Nam Việt Nam từ những năm 50, đặc biệt là tại Sài Gòn, rất dễ tìm thấy quán hủ tiếu trên đường phố hoặc xe hủ tiếu đẩy ở đầu hẻm. Có thể nói Hủ tiếu là món ăn đặc trưng tại đây, tương tự như phở ở Hà Nội hay bún bò tại Huế. Hủ tiếu thường là món ăn sáng hoặc ăn tối, người miền Nam ít ăn trưa với hủ tiếu.
Nguyên liệu chính của món hủ tiếu là bánh hủ tiếu, nước dùng chính là với thịt bằm nhỏ, lòng heo nấu cùng. Sau đó trụng sơ bánh hủ tiếu với nước dùng, rồi cho các nguyên liệu phụ vào như giá đỗ, hẹ, thịt bằm vào. Có thể ăn với thịt bò viên và tương ớt, tương đen.

## Các loại hủ tiếu

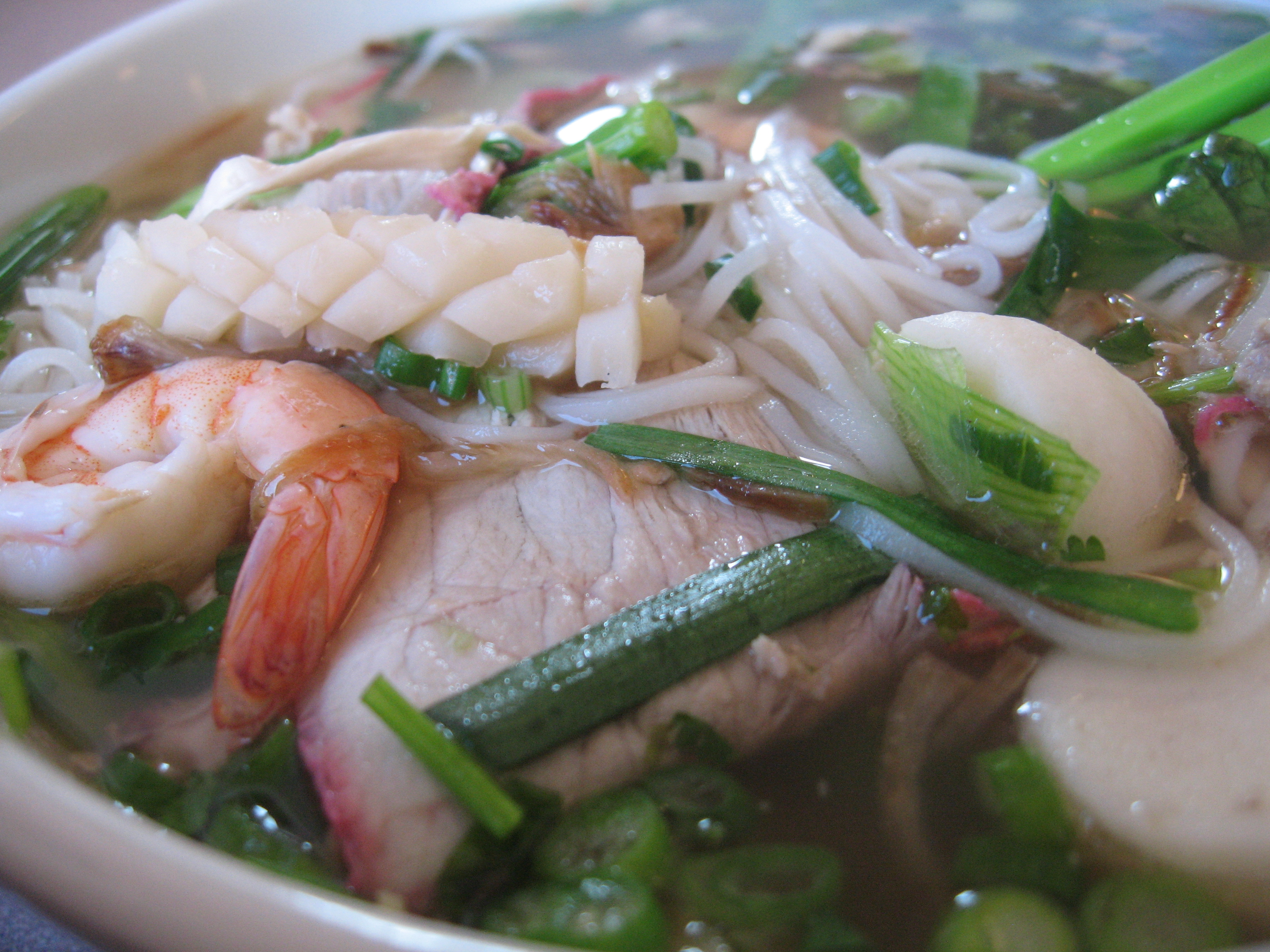
Hủ tiếu Mỹ Tho thập cẩm

Hủ tiếu thịnh hành ở Nam Bộ, và có nhiều loại hủ tiếu:
- Hủ tiếu Nam Vang: có 2 loại chính: hủ tiếu khô và hủ tiếu nước
- Hủ tiếu sa tế: có nguồn gốc từ người Tiều[2]
- Hủ tiếu Mỹ Tho: có thêm tôm, mực, hải sản, ốc, đặc sản của Mỹ Tho
- Hủ tiếu Trung Hoa: có mùi xì dầu [cần dẫn nguồn]
- Hủ tiếu Sa Đéc: Làm từ bột tươi Sa Đéc, có hương thơm đặc trưng của làng bột gạo Sa Đéc, nơi duy nhất có nguồn nước với độ pH bằng 7 nên sợi hủ tiếu dai, thơm ngon đặc trưng. Các cơ sở sản xuất nổi tiếng: Hủ tiếu Lãnh Nam Sa Đéc, Bà Năm Sa Đéc, Hòa Hưng, Bích Chi,...
- Hủ tiếu gõ: Hủ tiếu bán dạo bình dân, gồm hủ tiếu bò viên, hủ tiếu nạc (thịt heo), giò. Tên gọi bắt nguồn từ những xe đẩy bán hủ tiếu có một bộ dụng cụ gồm hai thanh gỗ hoặc kim loại gõ vào nhau để phát ra âm thanh đặc trưng, dễ nhận biết thay cho tiếng rao.
- Hủ tiếu mực

Tất cả các loại hủ tiếu trên đều có thể tìm thấy ở Thành phố Hồ Chí Minh và các tỉnh thành khác tại Việt Nam.